# Escalante City
Escalante City ist eine Stadt im Nordosten der philippinischen Provinz Negros Occidental auf der zur westlichen Visayas-Inselgruppe gehörenden Insel Negros. Die Stadt, die 23 m über dem Meeresspiegel liegt, trägt den Namen des alten Dorfes Escalante (Old Escalante), das östlich der Stadt auf einer Landzunge direkt am Meer liegt (10° 50' 10" N, 123° 33' 37" O).
Escalante liegt der Insel Cebu gegenüber, die auf dem Wasserweg unter anderem über eine Fähre und mittels Flugzeug erreichbar ist. In der Nähe Escalantes befindet sich ein für die Region üblicher weißsandiger Strand und unerforschte Höhlen im Süden der Stadt, die Escalante auch für den Tourismus interessant machen. Deshalb wurde von der Stadtregierung eine Ausweitung der Landnutzung zu Tourismuszwecken auf 16 Prozent beschlossen; die Haupterwerbsquelle der überwiegend ländlichen Bevölkerung liegt bislang in der Landwirtschaft und der Fischerei.
Escalante ist – über die Hauptstadt Bacolod City – von Cebu und Manila mittels Flugzeug oder per Schiff und von Iloilo (Insel Panay) auf dem Wasserweg erreichbar. Von Bacolod ist Escalante auf dem Landweg über die Bundesstraße 1, beispielsweise mittels Bus, über Tabuelan oder über Toledo und San Carlos City erreichbar (UTC+8).
Escalante City hat 94.070 Einwohner (Zensus 1. August 2015). Melecio „Beboy“ Yap und Maymay Barcelona wurden durch Santiago Barcelona Jr. und Gilda Crisme im Bürger- bzw. Vize-Bürgermeisteramt abgelöst.

## Geschichte
Während des Zweiten Weltkriegs wurde Negros 1942 von der Kaiserlich Japanischen Armee besetzt. Es kam zur Belagerung Escalantes, das von der philippinischen Armee und der Guerilla-Armee der Negrosan 1945 befreit wurde.
Am 20. September 1985 kam es in Escalante City zu einem Massaker, bei dem mehr etwa 30 Menschen getötet und mehr als 20 Menschen zum Teil schwer verletzt wurden. Während eines friedlichen Protestmarsches erschossen paramilitärische Truppen der damaligen Regierung Zivilisten, die an den 13. Jahrestag der Deklaration des Martial Law erinnern wollten. Das Massaker wird auch als Blutiger Donnerstag (engl. Bloody Thursday) oder „Escam“ bezeichnet – eine Abkürzung für „Escalante Massaker“.
Escalante erhielt mit der Unterzeichnung der Gründungsurkunde am 28. Februar 2001 und deren Ratifizierung am 31. März 2001 die Stadtrechte.

### Karmeliter Mission
Im Jahr 1958 kam der Orden der Karmeliter auf Einladung des verstorbenen Bischofs Epifanio Surban der Diözese von Dumaguete aus den Niederlanden nach Escalante. In den folgenden Jahren setzten die Karmeliter die Reformen des Zweiten Vatikanischen Konzils um. Die Menschen wurden christlich erzogen und die Kirchen öffneten sich für die Armen. Im Geiste des Populorum Progressio führten die Karmeliter Sozialreformen im Rahmen ihrer Mission durch; so eröffneten die Karmeliter 1961 das Mount Carmel College. Die Schule führte zu tiefgreifenden Veränderungen im soziokulturellen, wirtschaftlichen und politischen Leben Escalantes. Das Mount Carmel College ermöglicht es auch Kindern armer Familien direkt in Escalante einen Schulabschluss zu erwerben.

## Geographie
Escalante hat eine Fläche von 192,76 km². Es liegt an der nordöstlichen Spitze von Negros Occidental, gegenüber der Insel Cebu. Es ist 49 Kilometer von San Carlos City und 95 Kilometer von der Provinzhauptstadt Bacolod City entfernt. Es wird im Nordwesten von Sagay City und im Süden durch die Stadt Toboso begrenzt. Im Osten grenzt die Gemeinde an die Tanon-Straße. Weitere Orte in der Umgebung sind Cadiz Viejo, Ualog und Paraiso.

### Bergland
Außerhalb des Stadtzentrums Escalantes existiert eine Region niedriger Hügel, die sich Richtung des Bergs Lunay (200 m) erstrecken. Das Hügelland ist durch Vulkanismus entstanden; es handelt sich wahrscheinlich um einen ruhenden vulkanischen Schlackenkegel. Die höher gelegenen Barangays Escalantes liegen am Fuße des Berges Lunay. Das zeitweise Rumoren des Vulkans führte zum Glauben, es handele sich um „die Toten“. Ein Indikator für den ruhenden Charakter des Berges ist die hohe Schwefelkonzentration die im Frühjahr am Fuß des Berges gemessen werden kann. Viele Hänge sind sehr steil, wie beispielsweise im Barangay Binaguiohan; allerdings stoppte die Steilheit der Hänge nicht die Bebauung und das Wachstum Escalantes.

### Küstenregion
Die Vielfalt der Pflanzen in der Küstenregion Escalantes ist eine der reichsten in Negros Occidental. Die Küsten bestehen aus zwei überlebenden Ökosystemen: die landseitigen Mangrovenwälder des Küstengebietes, die von Bäumen und Gestrüpp geprägt sind, und die Seegrasgewächse sowie grasähnliche Pflanzen im flacheren Nearshore-Bereich. In einem begrenzten Küstengebiet sind Reste eines dritten Ökosystems, einem Korallenriff zu finden. Die Meeresgewässer Escalantes sind in der Regel das ganze Jahr über warm, mit Ausnahme der frühen Morgenstunden in den kühleren Wintermonaten von Anfang Dezember bis Ende Februar. Der Salzgehalt des Wassers beträgt etwa 28 bis 36 Teile pro tausend Einheiten.

## Klima
Die atmosphärischen Bedingungen, die das Klima Escalantes beeinflussen, entsprechen denen der Insel Negros. Während der Sommermonate (April bis Dezember) entsteht eine Luftströmung aus dem Süden, die anders als das Niederdruck-Zentrum des asiatischen Kontinents, die Philippinen aus einer südwestlichen Richtung erreicht und zum Südwestmonsun führt. In der Zeit von November bis März herrscht auf Negros ein relativ kühles Wetter, da der asiatische Kontinent schneller abkühlt als die umliegenden Meere, was zu hohen Druckzentren führt und die Winde im Uhrzeigersinn ablenkt. Dieser Zeitraum ist als der Nordostmonsun bekannt. In dieser Zeit fallen auch die Gezeiten niedriger aus, was als Aya-ay bezeichnet wird. Von März bis April dominiert das nordöstliche Windsystem. In der Zeit von März bis Juni herrschen die höchsten Temperaturen. Die küstennahe Lage führt aber zu konstanten Temperaturen.

## Verwaltungsgliederung
Escalante ist politisch in 21 Barangays aufgeteilt:
| - Alimango - Balintawak (Pob.) - Magsaysay (Binabongol) - Binaguiohan - Buenavista - Cervantes - Dian-ay - Hacienda Fe - Jonobjonob - Japitan - Langub | - Libertad - Mabini - Malasibog - Paitan - Pinapugasan - Old Población - Rizal - Tamlang - Udtongan - Washington |